# David Rossel
 (août 2025).
Motif : manque de sources secondaires centrées
- Archive Wikiwix
- Bing
- Cairn
- DuckDuckGo
- E. Universalis
- Gallica
- Google
- G. Books
- G. News
- G. Scholar
- Persée
- Qwant
- (zh) Baidu
- (ru) Yandex
- (wd) trouver des œuvres sur Wikidata

| 1. | Préciser le motif de la pose du bandeau. | Précisez le motif de la pose du bandeau en utilisant la syntaxe suivante : {{admissibilité à vérifier\|date=août 2025\|motif=remplacez ce texte par le motif}}                    |
| 2. | Informer les utilisateurs concernés.     | Pensez à avertir le créateur de l'article, par exemple, en insérant le code ci-dessous sur sa page de discussion : {{subst:avertissement admissibilité à vérifier\|David Rossel}} |

Pour les articles homonymes, voir Rossel.
 (juillet 2025).
La mise en forme du texte ne suit pas les recommandations de Wikipédia : il faut le « wikifier ».
Les points d'amélioration suivants sont les cas les plus fréquents. Le détail des points à revoir est peut-être précisé sur la page de discussion.
- Les titres sont pré-formatés par le logiciel. Ils ne sont ni en capitales, ni en gras.
- Le texte ne doit pas être écrit en capitales (les noms de famille non plus), ni en gras, ni en italique, ni en « petit »…
- Le gras n'est utilisé que pour surligner le titre de l'article dans l'introduction, une seule fois.
- L'italique est rarement utilisé : mots en langue étrangère, titres d'œuvres, noms de bateaux, etc.
- Les citations ne sont pas en italique mais en corps de texte normal. Elles sont entourées par des guillemets français : « et ».
- Les listes à puces sont à éviter, des paragraphes rédigés étant largement préférés. Les tableaux sont à réserver à la présentation de données structurées (résultats, etc.).
- Les appels de note de bas de page (petits chiffres en exposant, introduits par l'outil «  Source ») sont à placer entre la fin de phrase et le point final[comme ça].
- Les liens internes (vers d'autres articles de Wikipédia) sont à choisir avec parcimonie. Créez des liens vers des articles approfondissant le sujet. Les termes génériques sans rapport avec le sujet sont à éviter, ainsi que les répétitions de liens vers un même terme.
- Les liens externes sont à placer uniquement dans une section « Liens externes », à la fin de l'article. Ces liens sont à choisir avec parcimonie suivant les règles définies. Si un lien sert de source à l'article, son insertion dans le texte est à faire par les notes de bas de page.
- La présentation des références doit suivre les conventions bibliographiques. Il est recommandé d'utiliser les modèles {{Ouvrage}}, {{Chapitre}}, {{Article}}, {{Lien web}} et/ou {{Bibliographie}}. Le mode d'édition visuel peut mettre en forme automatiquement les références.
- Insérer une infobox (cadre d'informations à droite) n'est pas obligatoire pour parachever la mise en page.

Pour une aide détaillée, merci de consulter Aide:Wikification.
Si vous pensez que ces points ont été résolus, vous pouvez retirer ce bandeau et améliorer la mise en forme d'un autre article.
David Rossel, né le 10 février 1988 à Bâle, est un chef de chœur, compositeur et musicologue suisse. Il est notamment directeur principal du chœur d'hommes « Männerstimmen » de Bâle, lauréat du Concours Choral de Tolosa en 2019 et champion du monde dans la catégorie de chœurs d'hommes aux World Choir Games en 2012.
Rossel est né à Bâle et a étudié la musicologie à l'Université de Bâle. Il a appris la direction d'orchestre en prenant des cours particuliers en Suisse et en participant à des masterclasses au Symposium mondial de musique chorale de Barcelone avec Helmuth Rilling, Simon Halsey et Brady Allred. Il a intégré l'atélier d'été du Conservatoire russe de Paris en 2012. La même année, il a publié des œuvres chorales du compositeur russe Yevgeny Gunst. Avec son chœur mixte Vocalino Wettingen, il a publié un album consacré à la Messe de Requiem du compositeur grison Gion Antoni Derungs en 2018.
Il est président de l'Association des chefs de chœur du Nord-Ouest de la Suisse depuis 2017 et a été lauréat du programme « Artistes émergents de la Fondation RBC », offert par le groupe professionnel Pro Coro à Edmonton au Canada. En 2019, il a été élu au conseil d'administration de la Société suisse de musique contemporaine et a publié trois de ses compositions sur le label américain Ablaze Records,. Rossel a donné des masterclasses au Guatemala et au Nicaragua en décembre 2019.
En 2021, Rossel a arrangé à nouveau la musique de scène pour « Der Weihnachtsstern » par Hans Huber. L'œuvre a été créée pour la première fois en décembre 2021.
En 2022, Rossel a reconstruit une finalisation pour chœur à voix égales du « Notre Père » de Rudolf Mauersberger basé sur la version originale pour chœur mixte et l'a créée à Bâle en 2022 avec la « Mädchenkantorei Basel » et l'ensemble « Les Voix »,. Lors du même concert, une élégie de Sébastien Brant, un hymne funéraire de Sainte-Chrischona pour chœur de femmes, qu'il a mis en musique, a été créée.
En 2024, il a dirigé la « Missa Christus Dominus » de Benno Ammann à la cérémonie d'inauguration de la Garde suisse pontificale (Sacco di Roma) dans la basilique Saint-Pierre de Rome. La « Missa Christus Dominus » fut ensuite publiée dans une édition en plusieurs volumes par les Editions Musicales PIZZICATO, avec les autres œuvres composées à Aesch.
Depuis 2020, il collabore avec Eric Whitacre sur divers projets. Whitacre a composé sa première œuvre originale pour chœur d'hommes, « Time is a River », sur commande des « Männerstimmen ». La première a eu lieu en février 2023 lors d'un concert de gala au Stadtcasino de Bâle. En 2025, Whitacre reviendra en Suisse pour la première de « The Sacred Veil » avec « Vocalino » de Wettingen, une chorale dirigée par Rossel depuis 2015.

## Discographie
- Tonträger No. 2, Männerstimmen Basel (producteur)
- Volkhorn, Männerstimmen Basel (producteur)
- pílagrímr, Männerstimmen Basel (producteur)
- Diluvium, Männerstimmen Basel (producteur)
- Live at the Brandenburg Choral Festival of London, Vocalino Wettingen (directeur)